# 埃尔克纳
埃尔克纳（德語：Erkner，發音：[ˈɛʁknɐ] ⓘ）是德国勃兰登堡州奥得-施普雷县的城市，面积16.53平方千米，2023年12月31日人口为12,008人。